# 南昌卫矛
南昌卫矛（学名：Euonymus ellipticus）为卫矛科卫矛属的植物，为中国的特有植物。分布在中国大陆的江西等地，常生于路边，目前尚未由人工引种栽培。